# Riccardo Ghedin
Riccardo Ghedin nacido el 5 de diciembre de 1985 es un tenista profesional italiano.

## Carrera
Su ranking más alto a nivel individual fue el puesto N.º 222, alcanzado el 10 de agosto de 2009. A nivel de dobles alcanzó el puesto N.º 120 el 7 de julio de 2014.
Ha logrado hasta el momento 4 títulos en la categoría ATP Challenger Series. Todos ellos fueron en la modalidad de dobles.

## Títulos; 4 (0 + 4)
| Leyenda                     | Individuales | Dobles |
| --------------------------- | ------------ | ------ |
| Grand Slam                  | 0            | 0      |
| ATP World Tour Finals       | 0            | 0      |
| ATP World Tour Masters 1000 | 0            | 0      |
| ATP World Tour 500 Series   | 0            | 0      |
| ATP World Tour 250 Series   | 0            | 0      |
| ATP Challenger Series       | 0            | 4      |

### Dobles
| No. | Fecha      | Torneo                   | Superficie | Pareja                | Rival en la final                  | Resultado        |
| --- | ---------- | ------------------------ | ---------- | --------------------- | ---------------------------------- | ---------------- |
| 1.  | 19.03.2011 | Challenger de Le Gosier  | Dura       | Stéphane Robert       | Arnaud Clément Olivier Rochus      | 6–2, 5–7, [10–7] |
| 2.  | 04.09.2011 | Challenger de Bangkok    | Dura       | Pierre-Ludovic Duclos | Nicholas Monroe Ludovic Walter     | 6-4, 6-4         |
| 3.  | 28.07.2013 | Challenger de Astana     | Dura       | Claudio Grassi        | Andrey Golubev Mikhail Kukushkin   | 3-6, 6-3, [10-8] |
| 4.  | 01.11.2013 | Challenger de Casablanca | Tierra     | Claudio Grassi        | Gero Kretschmer Alexander Satschko | 6-4, 6-4         |